# Чепкоеч, Беатрис
Беатрис Чепкоеч Ситоник (суахили и англ. Beatrice Chepkoech Sitonik; род. 6 июля 1991) — кенийская легкоатлетка, специализирующаяся в беге на 3000 метров с препятствиями и на 1500 метров. Чемпионка мира 2019 года. Призёр Африканских игр 2015 года и игр Содружества 2018 года на дистанции 1500 метров, рекордсменка мира на дистанции 3000 метров с препятствиями.

## Карьера
Чепкоеч начала карьеру в качестве бегуньи по шоссе, заняв несколько призовых мест на соревнованиях в Германии и Нидерландах. Перешла на трек в 2015 году, выиграв забег на 1500 метров на KBC Night of Athletics. В конце сезона попала в топ-20 быстрейших спортсменок, став 5 кенийкой в списке, помимо этого став бронзовым призёром Африканских игр 2015 года.
Чепкоеч завершила сезон 2015 года пробегом на 2000 метров с препятствиями на соревнованиях ISTAF в Берлине, что побудило её перейти в олимпийский вид — 3000 метров с препятствиями. В 2016 году, на этапах Бриллиантовой лиги IAAF, Чепкоеч заняла 4 место на Prefontaine Classic в США и финишировала второй на Stockholm Bauhaus Athletics в Швеции. На Олимпийских играх 2016 года в Рио-де-Жанейро, в забеге на 3000 метров с препятствиями, заняла 4 место.
В 2018 году финишировала второй на дистанции 1500 метров на играх Содружества в Голд-Косте. 20 июля 2018 года, улучшила мировой рекорд Рут Джебет на дистанции 3000 метров с препятствиями на 8 секунд — 8:44,32, став победителем этапа Бриллиантовой лиги IAAF в Монако.
На предолимпийском чемпионате планеты, который проходил в Дохе (Катар), кенийская спортсменка завоевала золотую медаль прибежав первой в забеге на 3000 метров с препятствиями и показав результат 8:57,84 — это рекорд чемпионатов мира.

## Достижения
| Год  | Турнир                     | Место проведения             | Дисциплина | Место | Результат  |
| ---- | -------------------------- | ---------------------------- | ---------- | ----- | ---------- |
| 2015 | Африканские игры           | Браззавиль, Республика Конго | 1500 м     | 3     | 4:19,16    |
| 2016 | Олимпийские игры           | Рио-де-Жанейро, Бразилия     | 3000 м с/п | 4     | 9:16,05    |
| 2017 | Чемпионат мира             | Лондон, Великобритания       | 3000 м с/п | 4     | 9:10,45    |
| 2018 | Чемпионат мира в помещении | Бирмингем, Великобритания    | 1500 м     | 7     | 4:13,59    |
| 2018 | Игры Содружества           | Голд-Кост, Австралия         | 1500 м     | 2     | 4:03,09    |
| 2019 | Чемпионат мира             | Доха, Катар                  | 3000 м с/п | 1     | 8:57,84 CR |